# Уайт, Деррик (баскетболист)
Деррик Уайт (англ. Derrick White; род. 2 июля 1994, Паркер, Колорадо) — американский профессиональный баскетболист, выступающий за клуб Национальной баскетбольной ассоциации «Бостон Селтикс». На студенческом уровне выступал три года во втором дивизионе за команду Университета Колорадо Колорадо-Спрингс «Маунтин Лайонз», а затем перешел в команду первого дивизиона Колорадского университета в Боулдере, где отыграл один сезон.
На драфте НБА 2017 года Уайт был выбран командой «Сан-Антонио Спёрс» под общим 29-м номером.
Чемпион НБА в составе «Бостон Селтикс».

## Ранние годы
Класс Уайта был первым выпускным классом в средней школе, так как она только открылась. Это привело к тому, что в баскетбольной команде школы не было старшеклассников и Уайт выходил на площадку в каждой игре[1].
На момент окончания школы в 2012 году Уайт характеризовался как комбогард с ростом в 182 сантиметра.

## Студенческая карьера
Уайт был легко завербован из средней школы, не получая предложений о стипендии от каких-либо четырёхлетних учебных заведений. На момент окончания Уайтом школы его рост едва достигал 182 сантиметров.
Единственным главным тренером четырёхлетнего учебного заведения, который проявлял постоянный интерес к Уайту, был Джефф Калвер, на тот момент главный тренер в Денверском кампусе Университета Джонсона и Уэльса, входящего в национальную ассоциацию межуниверситетского спорта, но не предоставляющего спортивную стипендию. К тому времени, когда Уайт готовился принять решение о выборе дальнейшего места обучения, Калвер был нанят на должность главного тренера команды второго дивизиона NCAA Университета Колорадо Колорадо-Спрингс, и он предложил Уайту спортивную стипендию на первый его год в университете.
Калвер ожидал, что Уайт станет стартером в команде только в конце своей студенческой карьеры. Он знал, что у отца Уайта был поздний скачок роста в колледже, а также знал, что врачи прогнозировали потенциальный рост Уайта в 195 сантиметров. Как оказалось, Уайт достиг этого потенциального роста к моменту поступления в Университет Колорадо Колорадо-Спрингс.
С новым ростом и атлетизмом Уайт стал звездой в Университете Колорадо, начиная каждую игру в старте во время своей трехлетней карьеры и покидая учебное заведение в качестве лидера по очкам (1 912) и передачам (343). В своем дебютном сезоне он набирал в среднем 25,8 очка, 7,3 подбора и 5,2 передачи за игру и вывел команду в турнир второго дивизиона NCAA 2015 года. По итогу сезона он был включен в символическую мужскую баскетбольную всеамериканскую сборную NCAA.
После этого сезона Уайт решил перейти в команду первого дивизиона NCAA Колорадского университета в Боулдере, чтобы играть под руководством Тэда Бойла и проверить свои навыки в конференции Pac-12, одной из лучших студенческих лиг страны. Пропустив сезон 2015/16 согласно правилам NCAA, Уайт отлично провел свой первый сезон в составе «Баффало», набирая в среднем 18,1 очка, 4,1 подбора и 4,4 передачи за игру. Он был включен в символическую первую сборную конференции All-Pac-12 и сборную лучших защитников сезона.

## Профессиональная карьера

### Сан-Антонио Спёрс (2017—2022)
Уайт был одним из 60 самых перспективных новичков драфта НБА, приглашенных на драфт-комбайн НБА 2017 года. Он был одним из 15 приглашенных, которые не входили в топ-150 рейтинга Rivals в средней школе, и одним из трех, которые не подписали контракты с командами первого дивизиона после окончания средней школы. Кроме того, по словам журналиста Yahoo! Sports Джеффа Айзенберга, он был «единственным, кто использовал часть своего первого контракта в НБА для погашения студенческих кредитов, которые он накопил, оплачивая обучение в Университете Колорадо Колорадо-Спрингс в качестве первокурсника».
Клуб «Сан-Антонио Спёрс» задрафтовал Уайта под 29-м номером на драфте НБА 2017 года. Позже Уайт был включен в состав «Спёрс» для участия в Летней лиге НБА 2017 года. 6 июля Уайт подписал контракт новичка с клубом.
18 октября 2017 года Уайт дебютировал в НБА, выйдя со скамейки запасных в матче против «Миннесоты Тимбервулвз». 31 октября 2017 года он был отправлен вместе с Дависом Бертансом в команду «Остин Спёрс» из Джи-Лиги НБА. Уайт получил перелом правого запястья во время игры Джи-Лиги против «Техас Лэджендс». Через несколько дней он был возвращен в «Сан-Антонио».
14 апреля 2018 года Уайт дебютировал в плей-офф НБА, выйдя со скамейки запасных в матче против «Голден Стэйт Уорриорз» и отметившись семью очками, передачей, перехватом и блоком.
12 октября 2018 года у Уайта обнаружили разрыв левой плантарной фасции. 7 ноября Уайт дебютировал в сезоне, сделав один подбор и три передачи в матче против «Майами Хит». 18 апреля 2019 года в матче против «Денвер Наггетс» Уайт набрал рекордные в карьере 36 очков.
21 декабря 2020 года «Спёрс» объявили о продлении контракта с Уайтом на четыре года и сумму 73 млн долларов США. 1 апреля 2021 года Уайт забросил рекордные в карьере 7 трехочковых в матче с «Атлантой Хокс».

### Бостон Селтикс (2022—настоящее время)

#### Сезон 2021/22: Первый выход в финал НБА
10 февраля 2022 года Уайт был обменян в «Бостон Селтикс» на Джоша Ричардсона, Ромео Лэнгфорда, выбор первого раунда драфта НБА 2022 года и права на обмен выборами первого раунда драфта НБА 2028 года. Через день Уайт сыграл свою первую игру в составе «Селтикс» и набрал 15 очков, 6 подборов и 2 передачи.
В мае 2022 года, в 6-й игре финала Восточной конференции против «Майами Хит», Уайт набрал 22 очка при 50 % попаданий с игры, а также 5 передач и 3 перехвата. «Селтикс» обыграли в серии «Хит», что стало для Уайта первым выходом в финал НБА в его карьере. В 1-й игре финальной серии он набрал 21 очко и три передачи в победе над «Голден Стэйт Уорриорз». «Селтикс» проиграли серию в 6 матчах.

#### Сезон 2022/23: Переход в стартовый состав
В 6-й игре финала Восточной конференции Уайт забил победный бросок под сирену, в результате чего «Бостон» победил «Майами Хит» со счетом 104—103, что привело к 7-й игре и спасло «Селтикс» от вылета. Уайт стал вторым игроком в истории НБА, кто забил победный бросок под сирену, когда его команда отставала в матче и находилась на грани вылета, после «The Shot» Майкла Джордана в 1989 году.
Уайт начинал в старте в 70 матчах и принял участие во всех 82 играх регулярного чемпионата, что является рекордом карьеры. Он также попадал 38,1 % с трех и 87,5 % с линии штрафных бросков, а также поставил 76 блок-шотов (все показатели — лучше результаты в карьере). В мае Уайт впервые был включен во вторую сборную защитников НБА.

#### Сезон 2023/24: Первое чемпионство НБА
Уайт остался стартовым игроком после того, как в межсезонье Маркус Смарт был обменян в «Мемфис Гриззлис». Результативность Уайта возросла, и он набирал в среднем 15,2 очка, 5,2 передачи и 4,2 подбора за игру. Уайт принял участие в 73 матчах и реализовал 46,1 процента бросков с игры, включая рекордные в карьере 39,6 процента с трехочковой линии. 18 марта 2024 года Уайт записал на свой счет первый в карьере трипл-дабл, набрав 22 очка, 10 подборов и 10 передач в победе над «Детройт Пистонс» со счетом 119-94.
В четвёртой игре первого раунда плей-офф против «Майами Хит» Уайт набрал максимальные в карьере 38 очков в выездной победе со счетом 102-88. В четвёртой игре финала Восточной конференции против «Индианы Пэйсерс» Уайт набрал 16 очков и забросил победный трехочковый, после чего «Селтикс» одержали победу со счетом 105—102 и вышли в финал НБА 2024 года. В пятом матче серии против «Даллас Маверикс» Уайт сломал передний зуб после того, как на него упавшего на паркет приземлился центровой «Далласа» Дерек Лайвли. Несмотря на повреждение, Уайт помог «Селтикс» выиграть финал НБА, победив «Даллас Маверикс» в пяти матчах.

#### Сезон 2024/25: Новый контракт
1 июля 2024 года Уайт подписал с «Селтикс» четырёхлетний контракт на сумму 125,9 млн долларов. 5 марта 2025 года Уайт набрал 41 очко за карьеру, а также сделал три перехвата, три подбора, две передачи и блок в победе над «Портленд Трэйл Блэйзерс» со счетом 128:118. Он и Пэйтон Притчард стали первыми игроками «Селтикс», забросившими девять и более трехочковых в одной игре (Притчард - 10), и первыми, кто набрал 40 и более очков в одной игре (Притчард - 43). Они также стали первыми партнерами по команде НБА, забросившими 19 трехочковых в одной игре, и первыми, набравшими не менее 40 очков и забросившими по семь трехочковых.
31 марта 2025 года Уайт в матче против «Мемфис Гриззлис» установил рекорд клуба по количеству точных трехочковых бросков за один сезон (247). Игрок закончил встречу с 14 очками, 8 подборами и 10 передачами.

## Выступления за сборную
24 августа 2019 года Уайт был включен в окончательный состав сборной США на Кубок мира по баскетболу ФИБА 2019 года.
10 июля 2024 года Уайт был выбран в состав мужской олимпийской сборной США по баскетболу на летние Олимпийские игры 2024 года в Париже. Команде США требовалась замена Каваю Леонарду, который в тот же день выбыл из состава. На протяжении всего турнира Уайт набирал в среднем 3,8 очка, 1,4 подбора, 1,8 передачи, 1,4 перехвата и 1 блок за игру. Он помог команде завоевать золотую медаль.

## Статистика

### Статистика в НБА
| Сезон                                                                                    | Команда     | Регулярный сезон | Регулярный сезон | Регулярный сезон | Регулярный сезон | Регулярный сезон | Регулярный сезон | Регулярный сезон | Регулярный сезон | Регулярный сезон | Регулярный сезон | Регулярный сезон | Серия плей-офф | Серия плей-офф | Серия плей-офф | Серия плей-офф | Серия плей-офф | Серия плей-офф | Серия плей-офф | Серия плей-офф | Серия плей-офф | Серия плей-офф | Серия плей-офф |
| Сезон                                                                                    | Команда     | GP               | GS               | MPG              | FG%              | 3P%              | FT%              | RPG              | APG              | SPG              | BPG              | PPG              | GP             | GS             | MPG            | FG%            | 3P%            | FT%            | RPG            | APG            | SPG            | BPG            | PPG            |
| ---------------------------------------------------------------------------------------- | ----------- | ---------------- | ---------------- | ---------------- | ---------------- | ---------------- | ---------------- | ---------------- | ---------------- | ---------------- | ---------------- | ---------------- | -------------- | -------------- | -------------- | -------------- | -------------- | -------------- | -------------- | -------------- | -------------- | -------------- | -------------- |
| 2017/18                                                                                  | Сан-Антонио | 17               | 0                | 8,2              | 48,5             | 61,5             | 70,0             | 1,5              | 0,5              | 0,2              | 0,2              | 3,2              | 3              | 0              | 6,0            | 50,0           | 50,0           | -              | 0,0            | 0,3            | 0,3            | 0,7            | 2,3            |
| 2018/19                                                                                  | Сан-Антонио | 67               | 55               | 25,8             | 47,9             | 33,8             | 77,2             | 3,7              | 3,9              | 1,0              | 0,7              | 9,9              | 7              | 7              | 27,3           | 54,7           | 29,4           | 73,1           | 3,0            | 3,0            | 0,7            | 0,7            | 15,1           |
| 2019/20                                                                                  | Сан-Антонио | 68               | 20               | 24,7             | 45,8             | 36,6             | 85,3             | 3,3              | 3,5              | 0,6              | 0,9              | 11,3             | Не участвовал  | Не участвовал  | Не участвовал  | Не участвовал  | Не участвовал  | Не участвовал  | Не участвовал  | Не участвовал  | Не участвовал  | Не участвовал  | Не участвовал  |
| 2020/21                                                                                  | Сан-Антонио | 36               | 32               | 29,6             | 41,1             | 34,6             | 85,1             | 3,0              | 3,5              | 0,7              | 1,0              | 15,4             | Не участвовал  | Не участвовал  | Не участвовал  | Не участвовал  | Не участвовал  | Не участвовал  | Не участвовал  | Не участвовал  | Не участвовал  | Не участвовал  | Не участвовал  |
| 2021/22                                                                                  | Сан-Антонио | 49               | 48               | 30,3             | 42,6             | 31,4             | 86,9             | 3,5              | 5,6              | 1,0              | 0,9              | 14,4             | Не участвовал  | Не участвовал  | Не участвовал  | Не участвовал  | Не участвовал  | Не участвовал  | Не участвовал  | Не участвовал  | Не участвовал  | Не участвовал  | Не участвовал  |
| 2021/22                                                                                  | Бостон      | 26               | 4                | 27,4             | 40,9             | 30,6             | 85,3             | 3,4              | 3,5              | 0,6              | 0,6              | 11,0             | 23             | 3              | 25,4           | 36,4           | 31,3           | 82,4           | 3,0            | 2,7            | 0,9            | 0,6            | 8,5            |
| 2022/23                                                                                  | Бостон      | 82               | 70               | 28,3             | 46,2             | 38,1             | 87,5             | 3,6              | 3,9              | 0,7              | 0,9              | 12,4             | 20             | 16             | 29,7           | 50,5           | 45,5           | 91,2           | 3,0            | 2,1            | 0,6            | 1,0            | 13,4           |
| 2023/24                                                                                  | Бостон      | 73               | 73               | 32,6             | 46,1             | 39,6             | 90,1             | 4,2              | 5,2              | 1,0              | 1,2              | 15,2             | 19             | 19             | 35,6           | 45,2           | 40,4           | 92,1           | 4,3            | 4,1            | 0,9            | 1,2            | 16,7           |
| 2024/25                                                                                  | Бостон      | 76               | 76               | 33,9             | 44,2             | 38,4             | 83,9             | 4,5              | 4,8              | 0,9              | 1,1              | 16,4             | 11             | 11             | 37,7           | 46,3           | 38,5           | 86,1           | 5,1            | 3,5            | 0,6            | 1,1            | 18,8           |
|                                                                                          | Всего       | 494              | 378              | 28,5             | 44,8             | 36,9             | 85,2             | 3,7              | 4,2              | 0,8              | 0,9              | 13,0             | 83             | 56             | 29,9           | 45,6           | 39,2           | 85,4           | 3,5            | 2,9            | 0,8            | 0,9            | 13,3           |
| Наведите курсор мыши на аббревиатуры в заголовке таблицы, чтобы прочесть их расшифровку. |             |                  |                  |                  |                  |                  |                  |                  |                  |                  |                  |                  |                |                |                |                |                |                |                |                |                |                |                |

### Статистика в Джи-Лиге
| Сезон                                                                                    | Команда     | Регулярный сезон | Регулярный сезон | Регулярный сезон | Регулярный сезон | Регулярный сезон | Регулярный сезон | Регулярный сезон | Регулярный сезон | Регулярный сезон | Регулярный сезон | Регулярный сезон | Серия плей-офф | Серия плей-офф | Серия плей-офф | Серия плей-офф | Серия плей-офф | Серия плей-офф | Серия плей-офф | Серия плей-офф | Серия плей-офф | Серия плей-офф | Серия плей-офф |
| Сезон                                                                                    | Команда     | GP               | GS               | MPG              | FG%              | 3P%              | FT%              | RPG              | APG              | SPG              | BPG              | PPG              | GP             | GS             | MPG            | FG%            | 3P%            | FT%            | RPG            | APG            | SPG            | BPG            | PPG            |
| ---------------------------------------------------------------------------------------- | ----------- | ---------------- | ---------------- | ---------------- | ---------------- | ---------------- | ---------------- | ---------------- | ---------------- | ---------------- | ---------------- | ---------------- | -------------- | -------------- | -------------- | -------------- | -------------- | -------------- | -------------- | -------------- | -------------- | -------------- | -------------- |
| 2017/18                                                                                  | Остин Спёрс | 24               | 24               | 28,1             | 45,2             | 32,9             | 87,3             | 5,0              | 3,3              | 1,3              | 1,2              | 20,1             | 4              | 4              | 32,8           | 45,0           | 34,4           | 94,1           | 4,8            | 4,0            | 1,8            | 1,8            | 24,8           |
|                                                                                          | Всего       | 24               | 24               | 28,1             | 45,2             | 32,9             | 87,3             | 5,0              | 3,3              | 1,3              | 1,2              | 20,1             | 4              | 4              | 32,8           | 45,0           | 34,4           | 94,1           | 4,8            | 4,0            | 1,8            | 1,8            | 24,8           |
| Наведите курсор мыши на аббревиатуры в заголовке таблицы, чтобы прочесть их расшифровку. |             |                  |                  |                  |                  |                  |                  |                  |                  |                  |                  |                  |                |                |                |                |                |                |                |                |                |                |                |

### Статистика в NCAA
| Сезон | Команда  | Conf   | Class | GP | GS | MPG  | FG%  | 3P%  | FT%  | RPG | APG | SPG | BPG | PPG  |
| --- | -------- | ------ | ----- | -- | -- | ---- | ---- | ---- | ---- | --- | --- | --- | --- | ---- |
| 2016/17 | Колорадо | Pac-12 | SR    | 34 | 32 | 32,8 | 50,7 | 39,6 | 81,3 | 4,1 | 4,4 | 1,2 | 1,4 | 18,1 |
| Всего | Всего    | Всего  | Всего | 34 | 32 | 32,8 | 50,7 | 39,6 | 81,3 | 4,1 | 4,4 | 1,2 | 1,4 | 18,1 |
| Наведите курсор мыши на аббревиатуры в заголовке таблицы, чтобы прочесть их расшифровку Статистика приведена с сайта sports-reference.com |          |        |       |    |    |      |      |      |      |     |     |     |     |      |